# Sydhavn (stacja kolejowa)
Sydhavn (duń: Sydhavn Station) – stacja kolejowa w Kopenhadze, w Regionie Stołecznym, w Danii. Znajduje się na Køge Bugt-banen i jest obsługiwane przez pociągi S-tog.